# Tremblay (Ille-et-Vilaine)
Tremblay korábbi község Franciaországban, Ille-et-Vilaine megyében. Lakosainak száma 1493 fő (2018. január 1.). Tremblay Antrain, Bazouges-la-Pérouse, Chauvigné, Coglès, La Fontenelle, Rimou, Romazy, Saint-Brice-en-Coglès, Saint-Marc-le-Blanc és Saint-Ouen-la-Rouërie községekkel határos.
2019. január 1-jén három másik korábbi községgel egyesült és az így létrejött Val-Couesnon új község része lett.

## Népesség
A település népessége az elmúlt években az alábbi módon változott:
| Lakosok száma | 1707 | 1736 | 1624 | 1423 | 1492 | 1522 | 1551 | 1586 | 1517 | 1493 |
|               | 1968 | 1975 | 1982 | 1999 | 2006 | 2011 | 2013 | 2016 | 2017 | 2018 |